# Black Gives Way to Blue
Black Gives Way to Blue (с англ. — «На смену черноте приходит синева») — четвёртый студийный альбом американской рок-группы Alice in Chains, выпущенный 29 сентября 2009 года на лейбле Virgin EMI Records.
Black Gives Way to Blue стал первым альбомом группы, выпущенным после смерти вокалиста и сооснователя группы Лейна Стэйли. Новым участником Alice in Chains стал фронтмен Comes with the Fall Уильям Дюваль. В 2006 году музыканты возобновили концертные выступления, а в 2008 году начали запись нового альбома, воспользовавшись предложением барабанщика «Нирваны» Дэйва Грола. Продюсером пластинки стал Ник Раскулинец, известный по работе с Foo Fighters и Rush.
Вышедший через четырнадцать лет после предыдущего полноформатного альбома группы, Black Gives Way to Blue включал несколько песен, посвящённых Лейну Стэйли, и стал своеобразным прощанием с умершим вокалистом. Большая часть музыки и текстов были написаны гитаристом Джерри Кантреллом. В состав альбома вошли как тяжёлые хеви-металлические композиции, которые принесли известность Alice in Chains во времена расцвета гранжа, так и акустические песни, характерные для мини-альбомов группы. Ведущие вокальные партии исполнил Джерри Кантрелл, а Уильям Дюваль довольствовался ролью второго вокалиста. Одним из приглашённых музыкантов стал Элтон Джон, исполнивший партию фортепиано для заглавной композиции альбома.
Несмотря на скептическое отношение окружающих к возможности существования Alice in Chains без Лейна Стэйли, поклонники группы и музыкальные критики положительно оценили новую пластинку группы. Альбом дебютировал на пятом месте в хит-параде Billboard 200, в итоге став «золотым» в США и Канаде, а синглы «Check My Brain» и «Your Decision» возглавили американские хит-парады мейнстримного и альтернативного рока. Новая пластинка вошла в число лучших рок-альбомов 2009 года и была признана удачным возвращением одной из наиболее популярных рок-групп девяностых.

## Возвращение Alice in Chains
- февраль 2005 — Live Tsunami Relief Benefit;
- март 2006 года — первое выступление Alice in Chains с вокалистом Уильямом Дювалем в программе VH1 Decades Rock;
- апрель 2006 — Дюваль объявлен новым фронтменом группы;
- май-июль 2006 — концерты в Европе[3];
- июль 2006 — концерты в Японии;
- сентябрь-ноябрь 2006 — концерты в Северной Америке;
- август-октябрь 2007 — турне с Velvet Revolver;
- ноябрь 2007 — март 2008 — написание новых песен;
- октябрь 2008 — начало работы в студии Foo Fighters в Лос-Анджелесе вместе с продюсером Ником Раскулинецом;
- март 2009 — окончание записи нового альбома;
- апрель 2009 — подписание контракта между Alice in Chains и Parlophone / EMI;
- июнь 2009 — анонс названия нового альбома;
- сентябрь 2009 — выход Black Gives Way to Blue[4].

Сегодня ночью одна из величайших групп Сиэтла восстанет из могилы.Александер Милас, Kerrang!

### Концерт в поддержку жертв цунами
В первой половине 1990-х годов американская рок-группа Alice in Chains получила широкую известность на волне интереса к «саунду Сиэтла» — гранжу. За дебютным альбомом Facelift (1990), который стал «золотым» ещё до того, как широкая публика узнала о Nirvana, Pearl Jam и Soundgarden, последовал Dirt (1992), принёсший группе мировую популярность. Для большинства слушателей Alice in Chains ассоциировались в первую очередь с дуэтом вокалиста Лейна Стэйли и гитариста Джерри Кантрелла. Безуспешная борьба Стэйли с героиновой зависимостью привела к тому, что после вышедшего в 1995 году третьего студийного альбома группа окончательно прекратила концертные выступления. И хотя в 1998 году было записано несколько новых песен для сборника хитов группы, дальнейшая судьба коллектива оставалась неопределённой. В 2002 году Лейн Стэйли был найден мёртвым из-за передозировки наркотиков и группа фактически прекратила существование.
После смерти вокалиста остальные музыканты Alice in Chains решили заняться собственными проектами. Гитарист Джерри Кантрелл выпустил второй сольный альбом Degradation Trip и вместе с музыкантами группы Comes with the Fall отправился в концертный тур в его поддержку. Барабанщик Шон Кинни и бывший гитарист Queensrÿche Крис Дегармо основали группу Spys4Darwin, выпустив мини-альбом microfish. Бас-гитарист Майк Айнез рассматривался в качестве возможной замены Джейсону Ньюстеду из Metallica, но вакантная позиция досталась Роберту Трухильо, а Айнез присоединился к рок-группе Heart.
В 2004 году лейбл Sony BMG обратил внимание на то, что «Джерри Кантрелл и Шон Кинни перестали выполнять обязанности членов группы Alice in Chains», из-за чего контракт с группой, действовавший на протяжении последних пятнадцати лет, был разорван. Тем не менее через несколько месяцев музыканты получили возможность собраться вместе впервые за многие годы. В декабре 2004 года в Индийском океане произошло крупнейшее в современной истории подводное землетрясение, в результате которого жертвами цунами стали более ста тысяч человек. Шон Кинни организовал в Сиэтле благотворительный концерт в поддержку пострадавших и предложил бывшим членам Alice in Chains принять в нём участие. Вместе с музыкантами старые хиты группы исполняли поочерёдно Мэйнард Джеймс Кинан (Tool), Уэс Скантлин (Puddle of Mudd), Энн Уилсон (Heart) и Патрик Лахман (Damageplan). Концерт состоялся 18 февраля 2005 года и оказался невероятно успешным, позволив собрать более 100 тысяч долларов. Тёплый приём публики заставил музыкантов Alice in Chains задуматься о возвращении на сцену.

### Поиск нового вокалиста

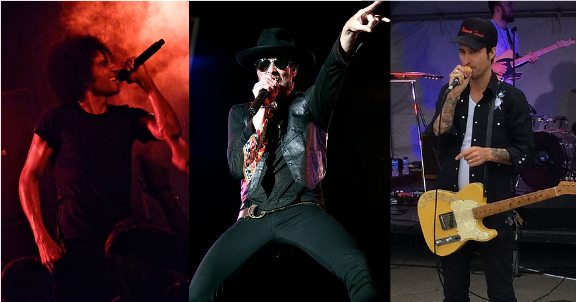
В качестве замены Лейну Стэйли рассматривались кандидатуры Уильяма Дюваля (Comes with the Fall), Скотта Уайланда (Stone Temple Pilots) и Винни Домброски (Sponge).

Весной 2006 года Кантрелл, Айнез и Кинни вернулись к идее совместных выступлений и арендовали репетиционное помещение. Музыканты исполняли старые песни группы, кавер-версии классических рок-композиций, а также просто джемовали и придумывали новые риффы. Представители телесети CBS предложили Alice in Chains принять участие во втором сезоне реалити-шоу «Рок-звезда», где они могли бы выбрать себе нового вокалиста. Несмотря на то, что таким образом австралийской группе INXS удалось найти замену Майклу Хатченсу, члены Alice in Chains отказались от предложения. Вместо этого время от времени они приглашали на репетиции знакомых вокалистов: так, Кинни позвал Винни Домброски из Sponge, Айнез — кого-то из своих друзей, а Кантрелл — фронтмена Comes with the Fall Уильяма Дюваля, с которым выступал в 2001—2002 году во время турне в поддержку сольного альбома Degradation Trip. Несмотря на скептическое отношение других музыкантов к Дювалю, после того как тот исполнил «Love Hate Love», Шон Кинни воскликнул: «Я думаю, наши поиски практически закончились». Первое публичное выступление Дюваля с Alice in Chains состоялось 10 марта 2006 года во время телевизионного шоу VH1 Decades Rock Live!, посвящённого группе Heart; вокалист исполнил песню «Rooster» вместе с Энн Уилсон. Роль ритм-гитариста Alice in Chains временно занял Дафф Маккаган из Guns N’ Roses. Следующий концерт с участием Дюваля состоялся в сиэтлском Театре Мура; в этот вечер на сцене к группе присоединился Ким Тайил из Soundgarden, а в зале присутствовали родители Лейна Стэйли. Несмотря на давление и неизбежное сопоставление с предыдущим вокалистом Alice in Chains, Дювалю удалось впечатлить слушателей и зарекомендовать себя с лучшей стороны.
После нескольких выступлений музыканты стали задумываться о полноценном возобновлении концертной деятельности. Новости о возможном возвращении группы вызвали противоречивую реакцию, так как многие поклонники не представляли существование группы без Лейна Стэйли. Несмотря на протесты, название «Alice in Chains» было решено оставить без изменений. Шон Кинни оправдывал это тем, что слушатели в любом случае называли бы музыкантов «ребятами из Alice in Chains», поэтому брать другое название не имело смысла. Группа отправилась в концертный тур по Европе и Северной Америке, исполняя собственный репертуар 1990-х годов. Помимо Дюваля, в отдельных городах к Alice in Chains присоединялись и другие вокалисты: например, в Атлантик-Сити песни «Them Bones» и «Would?» исполнил солист Pantera Фил Ансельмо, а на фестивале Rock Am Ring песню «Would?» спел Джеймс Хетфилд из Metallica. Тем не менее большинство композиций исполнял дуэт Дюваля и Кантрелла. 
| Оценки критиков | Оценки критиков |
| Источник        | Оценка          |
| --------------- | --------------- |
| Kerrang!        | [ 5 ]           |
| Kerrang!        | [ 17 ]          |
| Metal Hammer    | 10/10           |

Музыкальные критики восторженно восприняли возвращение сиэтлской группы. Александер Милас (Kerrang!) посетил выступление в лондонском клубе The Astoria 4 июля 2006 года и поставил ему наивысшую оценку. Милас напомнил о том, что Джерри Кантрелл являлся автором большинства песен группы, и выделил нового вокалиста Уильяма Дюваля, сильно отличавшегося по манере исполнения от Лейна Стэйли, однако отлично вписавшегося в новый состав Alice in Chains. Обозреватель также отметил тёплый приём публики, подпевавшей группе на большинстве песен, а также посетовал на то, что «эта ночь закончилась слишком быстро». Аналогичного мнения придерживался Малколм Дом из Metal Hammer, также присутствовавший на этом концерте. Он задался вопросом «Что же дальше?», но тут же ответил на него самостоятельно: «Сегодня ночью это не имело значения. Всё было сосредоточено на настоящем, и это было — лучше некуда». Ещё один обозреватель Kerrang! Mörat, посетивший выступление в голливудском клубе The Roxy, обратил внимание на присутствие в числе зрителей отчима Лейна Стэйли, поддерживавшего группу. По мнению журналиста, Alice in Chains сумели успешно перезапустить собственную карьеру, но теперь группе оставалось выпустить свой собственный Back in Black.

## Запись альбома
Были придуманы и записаны несколько потрясающих песен. Начиная от тяжелейших риффов, бьющих под дых, и заканчивая самой печальной и красивой песней, которую когда-либо записывала эта группа. Я искренне верю, что этот альбом вернёт Alice in Chains на вершину хард-рока.The Baldy, официальный блогер Alice in Chains

### Студия Дэйва Грола

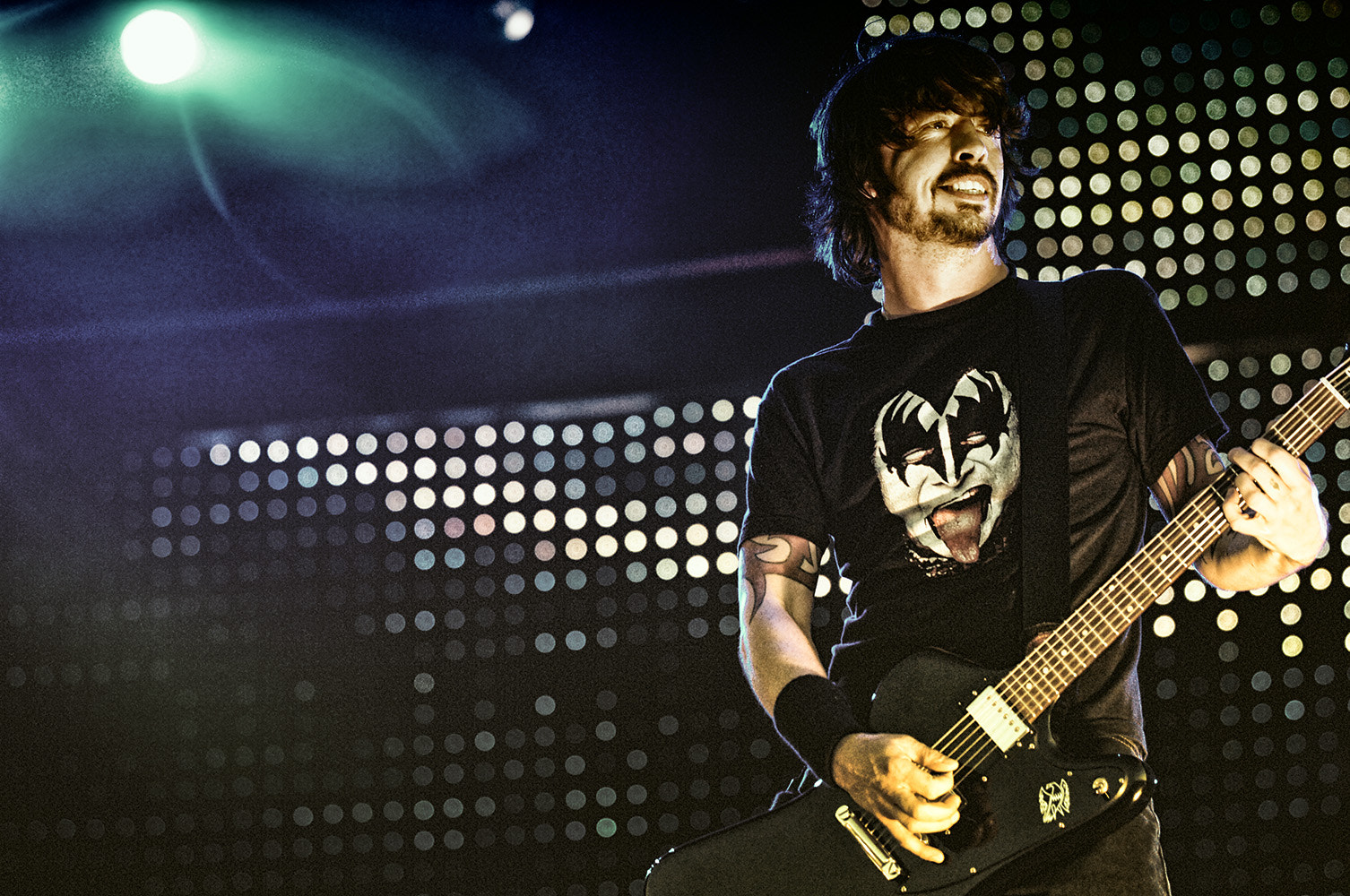
Бывший барабанщик Nirvana, фронтмен группы Foo Fighters Дэйв Грол предложил музыкантам Alice in Chains воспользоваться своей студией для записи нового альбома.

За полтора года Alice in Chains дали 86 концертов в 22 странах по всему миру, после чего музыканты стали всерьёз задумываться о написании нового материала и записи полноценного альбома. В октябре 2007 после окончания совместного тура с Velvet Revolver группа взяла отпуск на несколько дней. Джерри Кантрелл воспользовался перерывом для написания новых песен. На протяжении последних двух лет концертных выступлений музыканты джемовали практически ежедневно, а во время тура записывали наброски новых песен. По возвращении с гастролей у них имелся целый диск, полный свежих идей. Джерри Кантрелл начал собирать новый материал воедино у себя дома с использованием Pro Tools. Написание песен заняло около полугода — с ноября 2007 по март 2008 года. В ходе работы музыканты обменивались идеями через интернет. В марте 2008 года участники группы собрались в студии Кармен Миранды, чтобы попробовать сыграть новые песни. Полученный результат их настолько впечатлил, что было решено отправиться с этим материалом в профессиональную звукозаписывающую студию.
Музыканты приняли предложение своего давнего друга Дэйва Грола и решили воспользоваться его личной студией Studio 606, расположенной в долине Сан-Фернандо. Бывший барабанщик «Нирваны» также порекомендовал продюсера Ника Раскулинеца, известного по работе с Foo Fighters и Rush. Раскулинец изначально скептически отнёсся к предложению Джерри Кантрелла, так как высоко ценил творчество Alice in Chains времён Лейна Стэйли и сомневался, что без вокалиста группа сможет сохранить свою привлекательность. Однако же, услышав новую песню «Check My Brain» в исполнении обновлённого состава, он немедленно согласился работать с группой. Продюсер позднее вспоминал, что был просто ошеломлён гитарным звучанием Кантрелла и его вокальным дуэтом с Дювалем и твёрдо намеревался «выпустить запись, которая была бы наследником Dirt, которую, как мне кажется, они так и не выпустили». Помимо общения с продюсером, музыканты встретились с матерью Лейна Стэйли и его семьёй и получили их согласие на запись новых песен.

### Оборудование и инструменты
В студии Studio 606 был установлен микшерный пульт Neve 8058, а также большое количество современного и раритетного оборудования. Раскулинец сравнивал запись с туристическим походом, где контрольная комната — это палаточный лагерь, а консоль — костёр, вокруг которого музыкантам придётся жить следующие несколько месяцев. Продюсер признавался, что вспоминал себя девятнадцатилетнего, слушающего Dirt, и пытался выделить те запоминающиеся моменты, зацепившие его в прошлом, как то звучание хай-хэта, соло-гитары или вокала.

После того как группа разместила в студии своё концертное оборудование, помощник Раскулинеца инженер Пол Фиг начал настраивать инструменты. Первым делом он занялся барабанами. Шон Кинни играл на сделанной под заказ установке производства DW, с 23-дюймовой бас-бочкой, несколькими тарелками и большим, чем обычно, хай-хэтом. Для записи барабанов было решено использовать динамические микрофоны Audio-Technica ATM 125 и AKG D 112, чтобы звук тарелок не заглушал рабочий барабан и бочку. Возле томов были установлены конденсаторные микрофоны AKG 451 и 414, дающие нужную компрессию, а бас-бочку дополнительно окружили импровизированным навесом. Слева и справа от установки стояли микрофоны RCA 44, а позади тарелок — ещё два микрофона Earthworks. Кроме этого, в помещении было установлено несколько вокальных микрофонов, сигнал с которых был пропущен через компрессор 1176 Peak Limiter.

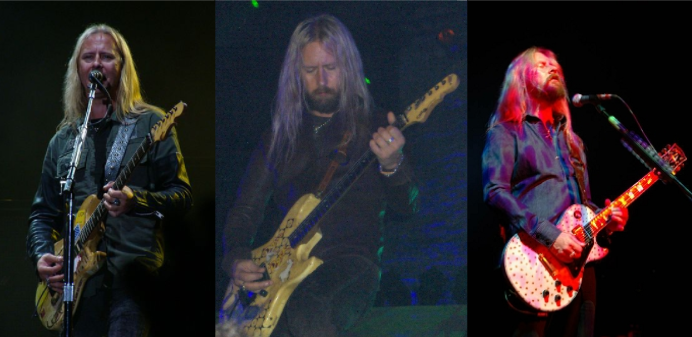
Джерри Кантрелл и его гитары G&L Rampage «No War» и «Porno», а также Gibson Les Paul.

В основе гитарного звучания группы лежали любимые инструменты и усилители Джерри Кантрелла. Чаще всего он использовал две гитары G&L Rampage, получившие прозвища «Porno» и «No War», а также белый в горошек Gibson Les Paul. Основная гитара G&L была настроена в «стандартный строй Alice in Chains» — на полтона ниже обычного, а вторая — в Drop D, также опущенный ещё на полтона. Помимо этого, иногда Кантрелл брал в руки инструменты из коллекции Раскулинеца, например, Les Paul Custom Gold Top 1957 года выпуска или Gibson SG 1963 года со звукоснимателями P-90. Гитарист использовал собственный предусилитель Bogner Fish в комбинации с «кабинетами» Marshall. Чтобы разнообразить звучание, он также пробовал другие гитарные усилители, среди которых Hiwatt, Orange, Marshall 2550, Laney, Matchless, Vox AC30. Партии акустической гитары были записаны с использованием личного инструмента Кантрелла Martin, а также студийных гитар Taylor, Gibson и Yamaha. Финальный микс содержал не менее пяти дорожек с ритм-гитарой: по одной слева и справа, две дублирующие партии и ещё одна по центру. Для гитар практически не применялся эквалайзер, а нужный результат достигался с помощью усилителя и микрофона.
Часть гитарных партий исполнил Уильям Дюваль. Его основным инструментом стал Gibson Les Paul 1960 VOS Sunburst. Среди усилителей Дюваль чаще всего использовал «голову» Laney Clip 1969-1971 года выпуска, а также ещё одну винтажную стоваттную модель Laney. Что до педалей эффектов, Дюваль особо выделял аналоговый дилей MXR Carbon Copy. Джерри Кантрелл отмечал, что гитарный стиль Дюваля существенно отличался от его собственного, что позволило разнообразить звучание.
После того, как были готовы партии барабанов и гитар, Майк Айнез записывал бас-гитару поверх инструментального микса. Обычно он отталкивался от написанной Кантреллом основы и придумывал целый набор различных басовых ходов, чтобы найти ноты, которые резонировали с риффами или аккордами. Постепенно убирая всё лишнее, он оставлял самую «вкусную» партию, наилучшим образом подходящую песне. В отличие от Кантрелла, не использовавшего классическую музыкальную нотацию, бас-гитарист активно пользовался нотным станом для записи своих партий. Временами ему давал советы продюсер Ник Раскулинец, в прошлом сам игравший на бас-гитаре. По сравнению с предыдущими работами Alice in Chains, Айнез несколько изменил свой стиль игры: если раньше он играл исключительно медиатором, то теперь иногда использовал пальцы (например, в песне «Your Decision»). В новом альбоме был задействован целый набор бас-гитар, среди которых электрический Warwick Streamer Stage I и акустический Warwick Alien, акустический Alvarez, бас-гитары Gibson Les Paul и Fender Telecaster, обычный и безладовый Fender P-Bass, пятиструнный Warwick Streamer, а также Kubicki Factor и Gibson Thunderbird. В качестве басового усилителя использовались две «головы» Ampeg SVT-2PRO и четыре восемнадцатидюймовых «кабинета» для низких частот, а также те же две «головы» и два «кабинета» SVT-810e для высоких частот. Айнез не применял басовые эффекты, за исключением директ-бокса SansAmp Bass. Кроме этого, он использовал ухо-мониторы Ultimate Ears.
Работа над гитарными наложениями, ведущим и дополнительным вокалом прошла в студии Henson в Голливуде, куда группа переместилась в марте 2009 года. Джерри Кантрелл и Уильям Дюваль повторяли всё те же фирменные гармонии Alice in Chains, которыми дуэт Стэйли и Кантрелла прославился в 1990-е годы. Звукоинженер Пол Фиг вспоминал: «Эта часть Alice не умерла. Когда вы слышите эти гармонии, вы будто бы слышите призрака». Сведение альбома, которым занимался Рэнди Стауб, шло одновременно с записью в помещении Studio Mix в той же студии Henson.

### Творческий процесс

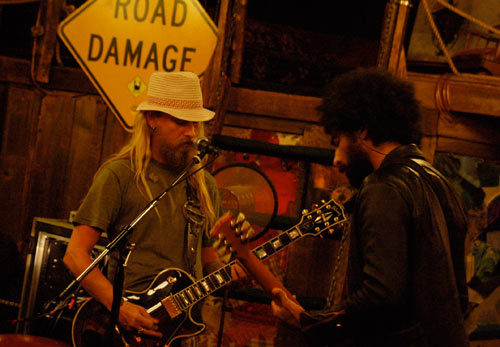
Джерри Кантрелл и Уильям Дюваль в студии.

В самом начале студийной работы музыканты ещё не были уверены в том, что им удастся создать новый альбом. В первую очередь они хотели записать придуманные недавно песни, но ещё не знали, как ими распорядиться. У группы не было ни жёстких сроков, ни даже контракта с лейблом, а студийное время музыканты оплачивали самостоятельно. Джерри Кантрелл утверждал, что, направляясь в студию, был готов к тому, что полученный результат не будет соответствовать наследию, оставленному группой в 90-е годы. В таком случае музыканты были готовы остановить работу и «положить песни на полку с чистой совестью».
Первым делом группа сосредоточилась на записи композиции «Check My Brain». Она была построена вокруг гитарного риффа, исполняемого с помощью бендов на первых двух ладах на струне E. Так как Кантрелл исполнял партии поочерёдно на нескольких гитарах, техникам пришлось постараться, чтобы настроить их в унисон. Ещё более сложно физически было исполнить этот бенд на бас-гитаре с толстыми струнами, из-за чего для записи вступления Майку Айнезу пришлось временно опустить строй ещё на полтона. Звучание было настолько необычным, что даже знакомые гитаристы не могли понять, как он исполнил этот рифф. Когда запись песни была закончена, музыканты остались довольны результатом. Стало понятно, что после приглашения Уильяма Дюваля у группы получается вернуться к исходному звучанию.
Песня «Acid Bubble» была написана одной из последних и родилась из джем-сессий Кантрелла со своим гитарным техником Тимом Доусоном. Инструментальная часть появилась довольно быстро, в течение получаса; то же самое касалось и первого куплета с припевом, которые родились в тот же день. После этого работа над песней застопорилась, и на протяжении нескольких месяцев Кантрелл не мог дописать второй куплет. Ник Раскулинец постоянно напоминал гитаристу о том, что композицию нужно закончить, на что Кантрелл отвечал: «Я не могу просто позвонить по телефону и продиктовать второй куплет. Это произойдёт тогда, когда произойдёт». Текст второго куплета был готов лишь к самому концу записи, но песню всё же успели записать и включить в альбом. Кантрелл называл «Acid Bubble» «одним из тех самородков, которые просто падают на тебя с неба» и включал в число самых любимых песен в альбоме.
Самой ответственной стала запись заглавной песни «Black Gives Way to Blue», посвящённой Лейну Стэйли. Кантрелл запланировал работу над ней под конец студийной сессии, чтобы вложить максимум эмоций по отношению к бывшему коллеге по группе. Он утверждал, что песня была самой сложной для записи и что это можно было понять по голосу, полному горя и скорби. Гитарист осуждал себя за то, что после смерти Стэйли сразу отправился в концертный тур с сольным материалом.

Я был честен и говорил от всего сердца и от имени всей группы, прощаясь с Лейном. Вот о чём эта песня и вот почему мы её назвали именно так. Когда я её писал, это был эмоциональный комок в горле, от которого я должен был избавиться. Я не часто говорил об этом с такой неприкрытой болью, скорбью и любовью к этому парню. И всё это я вложил в эту песню.— Джерри Кантрелл, интервью журналу Heavy Metal.
По словам Раскулинеца, запись вокала для заглавной песни альбома стала определяющим моментом альбома: «Таким образом Джерри попрощался с Лейном». Кантрелл исполнил вокальную партию самостоятельно, в то время как остальные музыканты и работники студии в слезах наблюдали за этим.

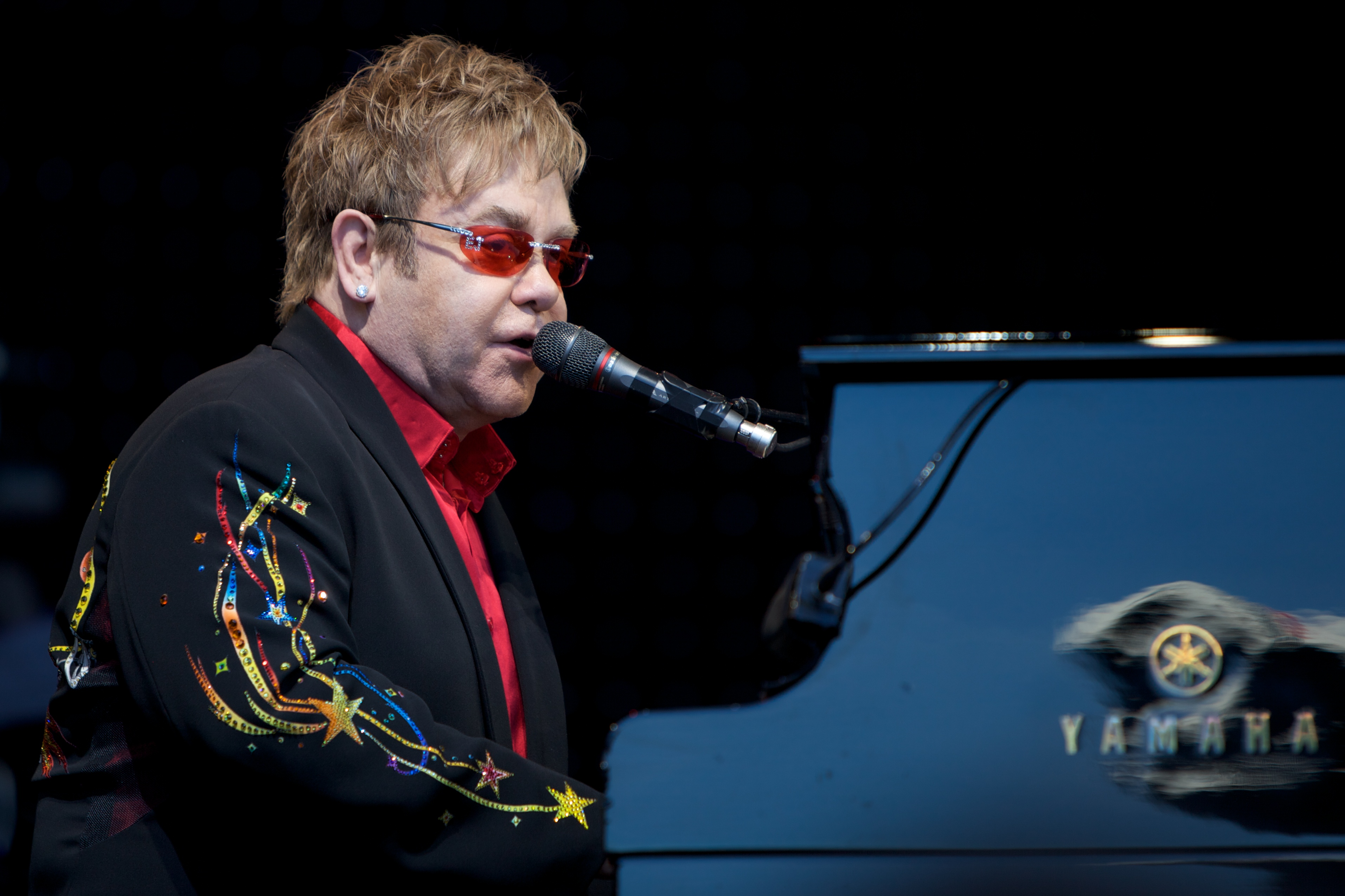
Джерри Кантрелл был поклонником Элтона Джона и признавался, что альбом Greatest Hits стал первой пластинкой, которая поразила гитариста в юношестве.

Неожиданно для всех, в записи песни «Black Gives Way to Blue» принял участие Элтон Джон. Во время работы в студии кто-то пошутил про то, что хорошо было бы исполнить эту песню вместе с британским пианистом. Один из сотрудников студии, ранее работавший с Элтоном, предложил связаться с музыкантом. И хотя все вокруг сочли это удачной шуткой, адрес электронной почты Элтона Джона действительно удалось достать через общих знакомых. Кантрелл написал певцу, что являлся его большим поклонником, рассказал про написанную им песню, посвящённую Лейну Стэйли, и приложил демоверсию. К удивлению Кантрелла, через неделю Элтон Джон ответил ему и согласился принять участие в записи. Партия фортепиано была записана в студии в Лас-Вегасe.
Когда альбом был готов, музыканты почувствовали огромное облегчение. Все они тяжело переживали смерть Стэйли. С момента прекращения концертных выступлений на протяжении двенадцати лет им постоянно задавали вопросы о том, что происходит с группой, но им приходилось уклоняться от ответа. С выпуском новой пластинки музыканты ощутили себя свободными. Они поняли, что со смертью Стэйли жизнь не заканчивается и они могут продолжать работать. Особо радовался выходу пластинки Джерри Кантрелл: он гордился полученным результатом и обещал, что забросит сольные проекты, полностью сконцентрировавшись на работе с Alice in Chains.

## Об альбоме
Когда мы только появились, мы были „металом“. Затем нас начали называть „альтернативным металом“. Затем появился „гранж“, после чего мы стали „хард-роком“. После возвращения нас как только не называли: „хард-рок“, „альтернативный рок“, „альтернативный метал“ и просто „метал“. На днях я заглянул в HMV… и увидел, что они поместили нас в раздел „метал“. Мы вернулись туда, откуда начали!Джерри Кантрелл

### Классическое металлическое звучание
Большинство песен было написано Джерри Кантреллом и строились вокруг его тяжёлых риффов и гитарных соло. В то же время, впервые в группе появился полноценный второй гитарист, что несколько разнообразило звучание. Несмотря на изменения в составе, группа не стремилась к кардинальной смене стиля, а делала всё возможное, чтобы сохранить присущую Alice in Chains стилистику и узнаваемость. С другой стороны, с момента последней студийной работы прошло почти пятнадцать лет, поэтому музыканты переживали по поводу того, насколько арт-метал и психоделический метал впишутся в современный коммерческий рок. Лишь когда семиминутную «A Looking in View» начали регулярно транслировать на радиостанциях, стало понятно, что творчество группы всё ещё востребовано.
Новая пластинка Alice in Chains стала естественным продолжением предыдущих работ группы. В первую очередь это касалось смешения нескольких стилей: тяжёлые хард-роковые риффы соседствовали с более спокойными акустическими композициями. В онлайн-журнале Consequence of Sound благодаря музыкальному и вокальному разнообразию Alice in Chains назвали «металлическим ответом The Band», одному из наиболее популярных и влиятельных рок-коллективов середины 70-х годов. Группе удалось справиться с потерей вокалиста Лейна Стэйли, считавшегося одним из наиболее культовых исполнителей 90-х: заменивший его Уильям Дюваль составил пару Джерри Кантреллу во время исполнения фирменных вокальных гармоний. В то же время, если ранее в группе было два основных творческих центра — написавший большую часть песен Кантрелл и исполнявший их Стэйли, — то теперь большая часть авторства принадлежала Кантреллу. Как результат, новый альбом стал более продуманным и просчитанным, лишившись той доли «безумия и интроспективности», которую вносил Стэйли. Он содержал знакомые по предыдущим пластинкам элементы — мрачные и задумчивые песни, диссонансные риффы, протяжные мелодические и хроматические гитарные соло, характерные многоголосия, — но потерял в оригинальности, оставляя впечатление «равномерной равномерности» и излишне выверенного баланса. В онлайн-журнале Drowned in Sound песни «Acid Bubble» и «Private Hell» и вовсе назвали «гранжплуатацией» (англ. Grungesploitation), сравнив с творчеством постгранжевой группы Candlebox.
Большая часть песен, придуманных Кантреллом и записанных Раскулинецом, представляли собой классический металлический саунд. Группа будто бы намеренно игнорировала музыкальные тренды последних пятнадцати лет, продолжая исполнять мрачную смесь метала 80-х и североамериканского сладжа 90-х годов. Ритм-секция в лице Кантрелла, Кинни и Айнеза звучала максимально узнаваемо, обеспечивая размеренный темп и вязкий гитарный звук, присущие предыдущим работам группы и прочим представителям жанра, таким как Black Sabbath, Led Zeppelin и Queensrÿche. Новые песни «Check My Brain», «A Looking In View» и «Last Of My Kind» могли смело претендовать на звание самых тяжёлых в каталоге группы. В ирландском музыкальном журнале Hot Press новый альбом охарактеризовали следующим образом: «Насыщенные том-томами барабанные партии, зубодробительные гитарные риффы и прямолинейные гармонии гроулинга альфа-самцов, которые являлись козырями группы с тех пор, как гранж выкарабкался из-под первобытной грязи хэйр-метала во времена правления Джорджа Буша-старшего». В то же время альбом содержал несколько баллад, продолжавших традиции «Down in a Hole», «Nutshell» и «Heaven Beside You». Среди них выделялись «When The Sun Rose Again» и, прежде всего, заглавная «Black Gives Way to Blue», сопровождающаяся фортепиано Элтона Джона. Несмотря на существенные стилевые отличия, эти песни звучали так же естественно и элегантно, как и остальной альбом, лишь подчёркивая авторское и исполнительское мастерство Кантрелла и его группы.

### Вклад Уильяма Дюваля

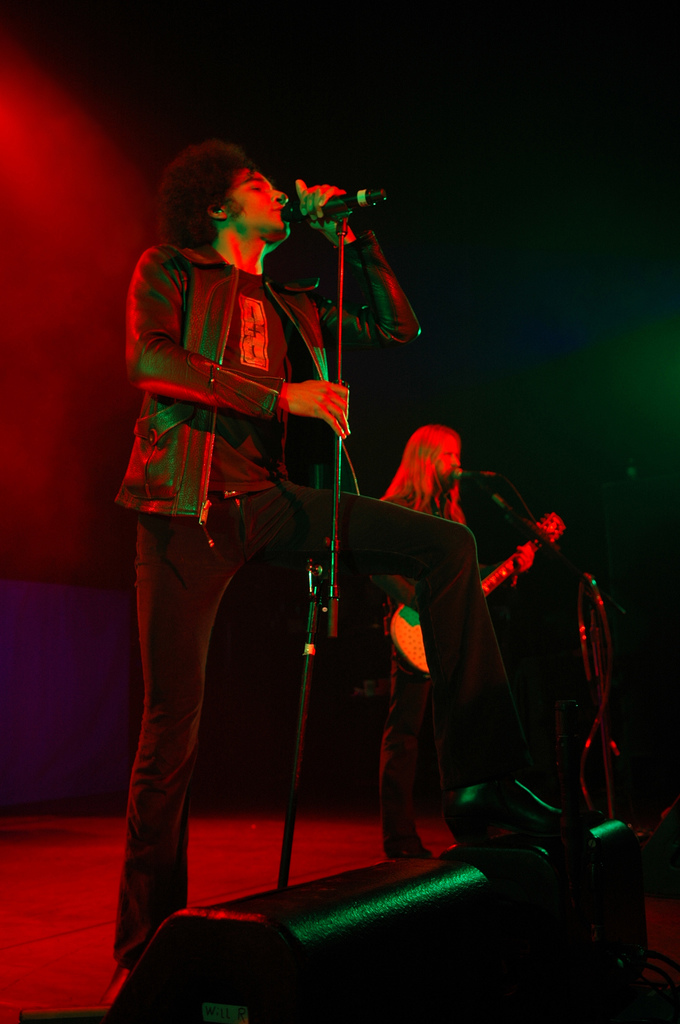
На сайте Blabbermouth.net Уильяма Дюваля назвали «идеальным „инем“ для кантрелловского „яна“».

Наиболее существенные перемены в звучании были связаны с появлением нового вокалиста Уильяма Дюваля. Музыканты Alice in Chains понимали, что не смогут найти второго Лейна Стэйли, поэтому даже не пытались подобрать исполнителя с максимально похожим голосом. Вместо этого Дюваль, к которому с первых дней совместных репетиций участники группы относились с максимальным уважением, получил возможность быть самим собой и выступать в присущем ему вокальном стиле. В свою очередь, новый член коллектива стремился не просто исполнять старые песни группы, копируя манеру Стэйли, но переживать их заново и в полной мере ощущать вложенные в них эмоции. Дюваль также предлагал собственные идеи риффов или вокальных партий и внёс существенный вклад в создание песен «A Looking in View», «Last of My Kind» и «Your Decision».
Несмотря на скептическое отношение окружающих к самой возможности найти полноценную замену Лейну Стэйли, вокальный дуэт Кантрелла и Дюваля удостоился наивысших похвал критиков. На сайте Consequence of Sound отметили, что голоса вокалистов сочетаются настолько удачно, как будто музыканты пели вместе всю свою жизнь. Карен Гибсон из журнала Metal Hammer отметила, что иногда трудно понять, где перестаёт петь Дюваль и начинает Кантрелл, а сочетание их голосов назвала настолько знакомым, «как будто ты слышишь призрака». При этом, несмотря на неоднократно подмеченное сходство голосов Стэйли и Дюваля, он не стал основным вокалистом группы, а ведущие вокальные партии чаще исполнял Джерри Кантрелл. Гитарист признавался, что решился на это благодаря поддержке Лейна Стэйли, который ранее настаивал, чтобы его партнёр пел собственные песни самостоятельно. В то же время динамика взаимодействия вокалистов Alice in Chains осталась неизменной и их голоса попеременно выходили на первый план: Дюваль стал дополнять Кантрелла так же, как в своё время Кантрелл дополнял Стэйли.
Джерри Кантрелл очень тепло отзывался о Дювале, с которым был знаком на протяжении почти десяти лет: «Мне всегда нравилось то, как он полностью посвящает себя своему делу… Необходимо иметь стальные яйца, чтобы принять подобный вызов, находясь под постоянным давлением… Мы сейчас работаем как команда, но это полностью отличается от того, как мы работали с Лейном. Невозможно достичь такого же уровня понимания, что и с другом детства, с которым вместе провёл всю музыкальную карьеру. Тут другое, хотя динамика взаимодействия очень похожа. Наша группа всегда была двухголовым монстром, и когда дело касалось вокала, мы всегда работали вместе: создавали звучание, записывали его и исполняли на концертах. Здесь всё то же самое, и мы с Уильямом тоже являемся частью команды. Вы получаете двух ведущих вокалистов по цене одного».

### Посвящение Лейну Стэйли
Новый альбом стал не менее тяжёлым и эмоционально напряжённым, чем предыдущие работы группы, включая Dirt, ставший к тому времени классикой жанра. Со смертью Лейна Стэйли группа лишилась одного, но не единственного автора, так как и раньше существенная доля песен была написана Джерри Кантреллом. В новом альбоме Кантрелл стал автором большей части текстов, сохранив знакомый поклонникам Alice in Chains мрачный и депрессивный характер лирики. За время, прошедшее с момента выпуска предыдущей пластинки, Кантреллу и другим участникам группы пришлось пройти через многое, и этот опыт отразился в песнях группы. Уильям Дюваль отмечал, что если раньше основными мотивами творчества Alice in Chains были «жизнь» и «смерть» в соотношении 30 к 70, то теперь больше внимания уделялось жизни. Новые песни были объединены темами надежды, выживания и признания собственной смертности.

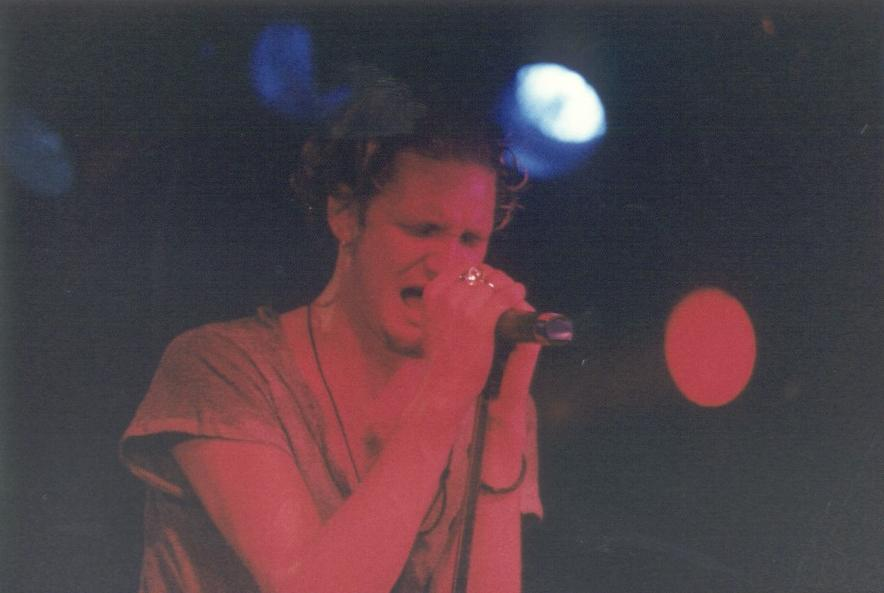
Несколько новых песен, включая заглавную «Black Gives Way to Blue» были посвящены бывшему вокалисту группы Лейну Стэйли, умершему в 2002 году.

Альбом начинался с категоричного заявления о дальнейших намерениях группы, изложенного в песне «All Secrets Known». «Надежда — это новое начало. Самое время начать жить». Кантрелл признавал, что «нет возврата в ту точку, с которой мы начали» и что он хочет продолжать двигаться вперёд. Гитарист скорбел по Стэйли, но в то же время стремился воссоединиться с оставшимися в живых музыкантами, чтобы вместе делать то, что у них получалось лучше всего, — исполнять новую музыку. Новый альбом содержал признание того, что каждый может потерять близких людей, но с этим уже ничего нельзя сделать и необходимо просто смириться. Отсылки к прошлому группы содержали и другие песни: «Your Decision» подчёркивала последствия неверного жизненного выбора, а «Private Hell» повествовала о последних днях Лейна Стэйли. Пластинка заканчивалась эмоциональной и духовно очищающей заглавной песней «Black Gives Way to Blue», в которой группа прощалась с умершим товарищем: «Твой дух незримо с нами во всех наших завтрашних днях, спи, мы будем помнить тебя». По словам Кантрелла, запись и исполнение этой песни были для него настолько эмоционально напряжёнными, что он чувствовал физическую боль: «У меня были таинственные мигрени, невыносимая боль, и мне даже делали спинномозговую пункцию, чтобы разобраться, в чём дело. Но врачи не нашли ничего. Я чувствовал, что меня тошнило от всего этого непереваренного горя из-за потери Лейна».
И хотя наиболее яркие песни альбома были посвящены умершему вокалисту, часть новых текстов не имела к этому отношения. Так, вышедшая в качестве ведущего сингла «Check My Brain» описывала переезд Кантрелла в Лос-Анджелес; то, что ранее казалось ему невозможным, оказалось вполне реальным: «Ирония в том, что я теперь живу будто бы в животе у зверя, и мне это нравится… Это как если бы бывший игрок решил поселиться в Лас-Вегасе, но при этом полностью завязал бы с азартными играми… Я из Сиэтла и никогда в жизни не задумывался о том, чтобы переехать в Лос-Анджелес… А теперь я не прочь медленно выползать из кровати по утрам, нежиться на солнышке, выпивать чашечку кофе с сигаретой и после нескольких телефонных звонков нырять в бассейн. Это не самый плохой способ начать день». Также на фоне остального материала выделялась песня «Last of My Kind», текст которой написал Уильям Дюваль. Новый вокалист пел о том, что он «последний в своём роде», что по мнению Эндрю Блэки (PopMatters) было несколько неуместным: «Неужели он забыл, что Лейн умер всего семь лет тому назад?».

### Список песен
1. Первая же песня «All Secrets Known» продемонстрировала силу и мощь Alice in Chains, опираясь на фирменные «паучьи» риффы Кантрелла и впечатляющий вокал Дюваля. Целый каскад наслоённых гитарных риффов сочетал в себе фирменную тяжесть и мелодичность группы. Торжественной музыке соответствовал и текст песни, превращающий её в настоящую «оду жизни».
2. Следующая песня «Check My Brain» также опиралась на сильные качества группы: гитарный дисторшн, вокальное многоголосие, цепляющую мелодию и запоминающийся припев в духе «Man in the Box». Песня была выпущена в качестве ведущего сингла, так как была максимально близка к звучанию «старых» Alice in Chains. Текст посвящался недавнему переезду Кантрелла из Сиэтла в Лос-Анджелес. Гитарист обращался к окружающим с сарказмом — «Проверьте мой мозг», — так как ранее не мог представить, что после многих лет проживания в Сиэтле окажется в Лос-Анджелесе.
3. «Last of My Kind» в исполнении Уильяма Дюваля стала одной из самых тяжёлых в альбоме. Песня звучала очень агрессивно, а Дюваль практически выкрикивал свои злобные реплики, противопоставляя себя всему остальному миру.
4. Акустическая «Your Decision» была построена на открытых гитарных аккордах, чем напомнила материал из мини-альбома Jar of Flies. Кроме того, в ней, подобно «I Stay Away», можно было услышать струнную аранжировку, автором которой стал Стиви Блэки. Песня в исполнении дуэта Кантрелла и Дюваля интроспективно рассказывала о сложностях, с которыми группе пришлось столкнуться ранее. Многие связывали текст со смертью Лейна Стэйли, однако музыканты отрицали прямую связь.
5. «A Looking in View» стала первой опубликованной песней из альбома. По словам Кантрелла, в ней пелось о том, как люди замыкаются в себе и боятся выглянуть наружу, открыв себя окружающему миру. Своей свирепостью, а также причудливыми переплетениями гитарных риффов и вокала, песня напоминала классическую «Angry Chair». В онлайн-журнале Drowned in Sound выделили «гитары Джерри Кантрелла, которые скользят, словно змеи в пустыне, взбирающиеся на зиккураты Месопотамии, гармонируя с вокалом Дюваля» и назвали выпуск этой песни тактикой выжженной земли, так что на её фоне блекнет весь остальной альбом.
6. «When the Sun Rose Again» стала ещё одной акустической интерлюдией на фоне тяжёлых композиций. Блюзовое соло Кантрелла и игра на бонго Кинни сближали песню с материалом из первого мини-альбома Alice in Chains Sap. Помимо членов группы, в записи принял участие Крис Армстронг, игравший на табле. В журнале Drowned in Sound стиль песни охарактеризовали как «психофолк», а на музыкальном сайте Sputnikmusic назвали одним из самых мощных фрагментов альбома, выделив фразу из куплета «Сгорел ли ты, когда снова взошло солнце?»
7. Записанная в самом конце студийной записи «Acid Bubble», по мнению обозревателя Blabbermouth.net, стала наиболее мощным, удручающим и, возможно, лучшим треком альбома. Мелодичное взаимодействие гитар и вокала, создающее атмосферу замешательства и неуверенности в себе, резко сменялось прямолинейной агрессией, которую редко можно было услышать от группы. Райан Огл обратил внимание на то, что если песни «All Secrets Known» и «Check My Brain» были типичны для Alice in Chains, то «Acid Bubble» открыла новые грани их таланта и продемонстрировала возможное направление развития. В журнале Metal Hammer песню сравнили с «головокружительным путешествием в глубины паранойи», а в новозеландском сайте Stuff риффы в середине композиции назвали «более грязными, чем осадки сточных вод».
8. Песня «Lesson Learned» напоминала классическое творчество Alice in Chains. Рок-композиция выделялась характерными вокальными гармониями и выходящей на первый план гитарой Джерри Кантрелла.
9. Мелодичная «Take Her Out» стала очередной демонстрацией мастерства Кантрелла. В журнале Drowned in Sound обратили внимание на то, как в течение буквально сорока секунд «сладкие гитарные партии сменяются тоскливым бриджем, на смену которому приходит блаженный припев».
10. Предпоследняя песня альбома «Private Hell» описывала последние дни Лейна Стэйли. Яркое и насыщенное звучание резко контрастировало со мрачным текстом, что роднило песню с «Down in a Hole». В журнале Guitarist вокальные гармонии сравнили с творчеством Crosby, Stills and Nash, а в Kerrang! провели параллели с песней «Dead Souls» Joy Division.
11. Завершением альбома стала песня «Black Gives Way to Blue», в которой группа прощалась с покойным Лейном Стэйли. Нежная и мелодичная композиция сопровождалась неожиданным фортепианным аккомпанементом в исполнении Элтона Джона. Помимо этого, в песне звучит вибрафон в исполнении Лизы Коулмен. В журнале Rolling Stone заключительный трек альбома назвали «затишьем после шторма».

## Выпуск альбома
Наиболее важным для меня было позиционировать группу как новый коллектив, который движется вперёд. Это не просто наследие былых времён и мы не собираемся продвигать группу таким образом.Дэвид Бенвенисте
Менеджером воссоединившихся Alice in Chains продолжала оставаться Сьюзан Сильвер, представлявшая интересы группы на протяжении двадцати одного года. Ей помогал продюсер Дэвид Бенвенисте, также работавший с System of a Down, Deftones и Cypress Hill. Когда Alice in Chains только возобновили выступления в 2006 году, звукозаписывающие компании не торопились подписывать контракт с группой. Теперь же, имея на руках несколько песен из нового альбома, крупные лейблы наперебой предлагали группе выгодные контракты. Выбор пал на компанию Virgin EMI Records, с которой и было подписано соглашение.

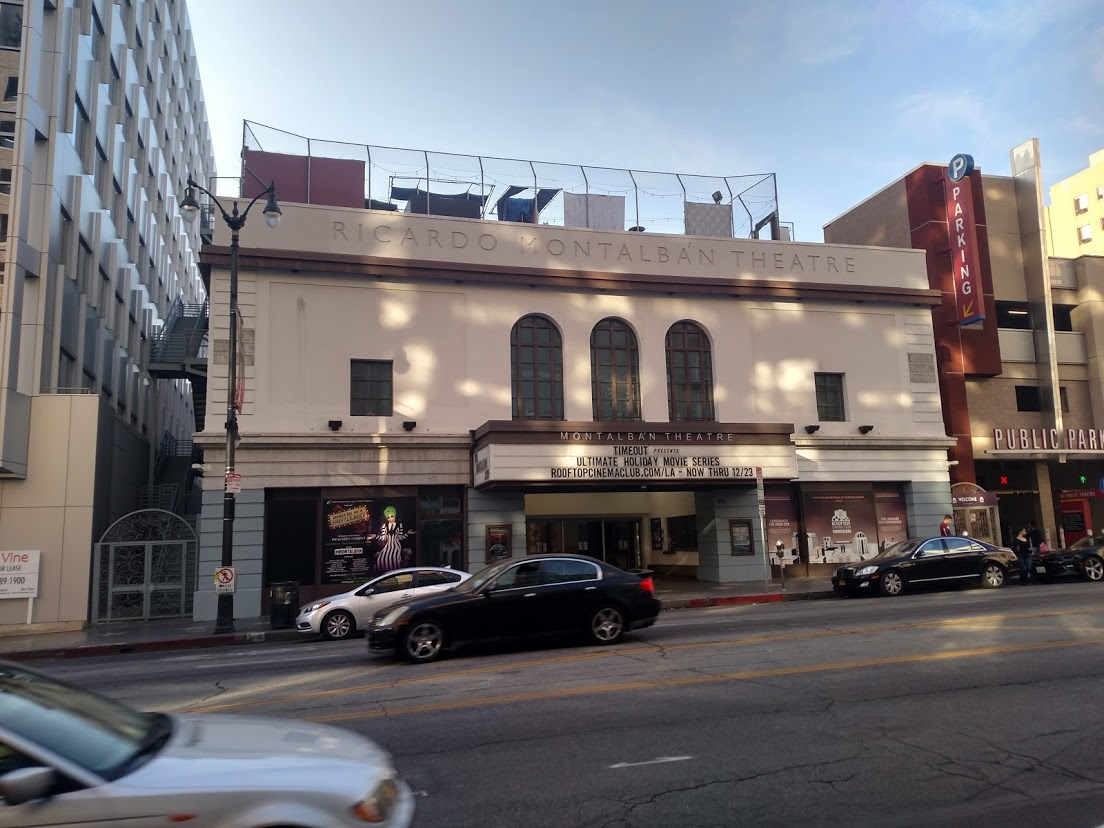
Голливудский театр The Montalban, в котором состоялось прослушивание песен нового альбома.

В середине июня 2009 года было объявлено название альбома Black Gives Way to Blue (с англ. — «На смену черноте приходит синева») и анонсирована дата выпуска. Кампания по раскрутке альбома началась 30 июня 2009 года, когда группа опубликовала на своём сайте первую новую песню, семиминутную «A Looking in View». A&R-президент Virgin утверждал, что лейбл намеренно хотел начать с выпуска песни, а не интервью с группой или концертных выступлений. Новая композиция также начала активно транслироваться на радиостанциях, чтобы познакомить слушателей во всём мире с Уильямом Дювалем. 7 июля на официальном сайте группы был опубликован видеоклип «A Looking in View». Песня достигла 12-го места в чарте Mainstream Rock и 27-го места в хит-параде Rock Songs. Летом 2009 года состоялось четыре мероприятия, на которых фанаты имели возможность прослушать фрагменты нового альбома. Во время одного из них, 14 июля в Театре Рикардо Монтальбана в Лос-Анджелесе, группа исполнила акустические версии новых песен «Your Decision» и «Black Gives Way to Blue». После этого Alice in Chains отправились в двухмесячный тур по Европе и Северной Америке. Первым официальным синглом стала песня «Check My Brain», вышедшая 14 августа 2009 года. Она была опубликована для предпрослушивания онлайн, а также доступна для покупки по интернету. 14 сентября был опубликован клип на эту песню. «Check My Brain» достигла вершины чартов Hot Mainstream Rock и Hot Alternative Rock, а также заняла 27-е место в хит-параде Rock Songs и 92-е место в основном чарте Billboard Hot 100. 17 сентября вышел электронный пресс-кит к новой пластинке.
Альбом поступил в продажу 29 сентября 2009 года. В день выхода Alice in Chains выступили на телевизионном шоу «Джимми Киммел в прямом эфире». За первую неделю было продано 126 тысяч экземпляров альбома. Он дебютировал на пятом месте в хит-параде Billboard 200, а также стартовал с 19-го места в британских чартах. В октябре вышло приложение для айфона, содержащее фрагменты всех одиннадцати песен, а также видеоклипы, новости и фотографии группы. Позднее в поддержку альбома было выпущено ещё два сингла. 16 ноября в Великобритании вышел сингл «Your Decision», приуроченный к началу европейской ветки концертного турне. Песня достигла 4-го места в чарте Alternative Songs, а также возглавила хит-парады Rock Songs и Hot Mainstream Rock. Наконец, 22 июня 2010 года вышел третий и последний официальный сингл «Lesson Learned», также возглавивший хит-парад Hot Mainstream Rock. Видеоклип на эту песню был опубликован на сайте Yahoo! Music. Альбом стал «золотым» сразу в двух странах: в феврале 2010 года в Канаде с 40 тысячами проданных копий, а также в мае 2010 года в США, где продажи превысили 500 тысяч экземпляров.

## Обложка
Не бьющееся сердце, не особо здорово выглядящее, окружённое насыщенным чёрным цветом; просто сердце, будто бы холодно отделённое от человеческого тела.Эндрю Блэки, PopMatters
Оформлением нового альбома, так же как и нескольких предыдущих, заведовал Шон Кинни. В середине августа была опубликована обложка альбома, на которой было изображено сердце на тёмном фоне. Автором иллюстрации стал Эммануэль Поланко. Обложка не имела какого-то определённого конкретного смысла, а скорее объединяла несколько идей, имевшихся у музыкантов. Так, Джерри Кантрелл объяснял, что его сердце было разбито из-за потери Лейна Стэйли и распада группы. Музыкантам пришлось пройти через многое, чтобы собраться вместе, и обложка новой работы призывала радоваться жизни. Иллюстрация с сердцем присутствовала на сцене во время концертного тура в поддержку альбома. Кроме этого, компания G&L изготовила один из вариантов подписной модели гитары Джерри Кантрелла G&L Rampage в чёрном цвете с нанесённым поверх корпуса изображением сердца.
В рецензии, опубликованной в онлайн-журнале PopMatters, обложку связали с тематической неопределённостью пластинки. Эндрю Блэки предположил, что эта анатомическая иллюстрация могла обозначать как возрождение группы, так и медленную смерть от удушья. Тем не менее в конечном счёте обозреватель заключил, что вне зависимости от вложенного в обложку значения, к его удивлению, новая работа вышла очень уверенной и успешной.

## Видеоклипы
Крутое рокерское и галлюциногенное видео — это, наверное, не то, что приходит в голову, когда вы мечтаете о Калифорнии. Но вы же не ожидаете ничего яркого и солнечного от Alice in Chains, не так ли?Стивен Готлиб

Кадры из видеоклипов «A Looking In View», «Check My Brain», «Your Decision», «Acid Bubble» и «Lessons Learned».

Первый видеоклип в поддержку альбома был снят на песню «A Looking In View». Режиссёр Стивен Шустер обсудил композицию с музыкантами и выяснил, что песня описывала физические и психологические проблемы людей, которые замыкались в себе и боялись «выглянуть наружу». В результате появилась идея клипа, в котором трое людей были заперты в своих комнатах и пытались преодолеть собственные страхи: молодой человек, одержимый временем и симметрией, боялся причинить боль любимому человеку; симпатичная девушка считала себя слишком толстой и старой по меркам современного общества; пожилой религиозный мужчина старался подавить свои греховные мысли. Видеоролик вышел довольно мрачным и некоммерческим и содержал изображения обнажённой натуры.
Помимо дебютного видеоклипа с нового альбома, Стивен Шустер стал режиссёром видеоролика, вышедшего в качестве электронного пресс-кита. Предыдущий альбом Alice in Chains также сопровождался подобным видео «The Nona Tapes», снятым в псевдодокументальной манере. В новой работе музыканты рассказывали о предстоящей пластинке, пока их гримировали подобно участникам группы Kiss.
Следующий видеоклип был снят на песню, вышедшую в качестве дебютного сингла, — «Check My Brain». Текст был посвящён переезду Джерри Кантреллу в солнечную Калифорнию, поэтому режиссёр Алекс Куртес использовал движущиеся задники с видами Лос-Анджелеса, выкрашенные в кричащие цвета, подчёркивающие динамику песни. Премьера клипа состоялась на музыкальном канале MTV.
Ещё одной видеоработой стал клип на песню «Your Decision», также снятый Стивеном Шустером. Съёмки прошли в богато украшенном особняке в Малибу, где музыканты, одетые в дорогие классические костюмы, исполняли песню в бальном зале в сопровождении оркестра. Клип являлся отсылкой к кинофильму «С широко закрытыми глазами» Стэнли Кубрика и содержал несколько неожиданных поворотов сюжета. Стивен Готлиб (Video Static) обратил внимание на дополнительные сексуальные подтексты (садомазохизм и фурри), назвав работу неожиданной смесью кинофильмов «Хостел», «Деликатесы» и «Повар, вор, его жена и её любовник». Клип часто ротировался на музыкальных каналах и удостоился звания «Наиболее часто транслируемое видео» на MTV2. После публикации видео Шон Кинни рассказал, что у клипа было несколько вариантов концовки, которые не были реализованы по разным причинам. Вместо этого Alice in Chains совместно с издательствами PopCult и Devil’s Due Publishing организовали конкурс, в котором все желающие могли придумать продолжение истории, изображённой в клипе. Победители встретились с группой в марте 2010 года, а пять лучших продолжений были изданы отдельной книгой комиксов. Также был издан видеоролик, посвящённый съёмкам клипа.
Для песни «Acid Bubble» был создан интерактивный клип, в котором пользователь мог изменять угол обзора. Зритель будто бы оказывался в середине нервного центра и наблюдал за «безумными» визуальными эффектами.  Созданием 360-градусного видео занималась компания Spy Films, известная по короткометражному фильму «Выжить в Йобурге», а режиссёром стал Ник Госо. Впоследствии видеоверсия ролика была опубликована на Youtube-канале Alice in Chains.
В сентябре 2010 года вышел клип на песню «Lesson Learned». Режиссёром стал Пол Маттеус, известный главным образом созданием титров к сериалам HBO «Клиент всегда мёртв» и «Настоящая кровь», а продюсерами — Бобби Хугхам и Севрин Дэниелс из компании Black Design. Для клипа было снято более шести тысяч фотографий, которые образовывали анимированную последовательность. Согласно сюжету, юноша и девушка проникали в промышленное здание, где их одежда растворялась и становились видны шрамы на теле, символизирующие извлечённые уроки. Несмотря на эффект покадровой анимации, в клипе снимались настоящие актёры. На Youtube-канале группы были доступны полная и отредактированная версии видео.
В конце 2010 года Alice in Chains опубликовали живую версию песни «Last Of My Kind», сопровождавшуюся фрагментами концертных выступлений группы. К 10-летию выхода альбома в сентябре 2019 года группа выпустила видеоролик, содержащий эпизоды студийной записи песни «Private Hell», снятые Тоддом Шуссом.

## Концертный тур
То, что казалось временным воссоединением, после сегодняшнего концерта воспринимается как подлинное перерождение.Райан Бёрд, Kerrang!, о концерте в клубе Scala 4 августа 2009 года

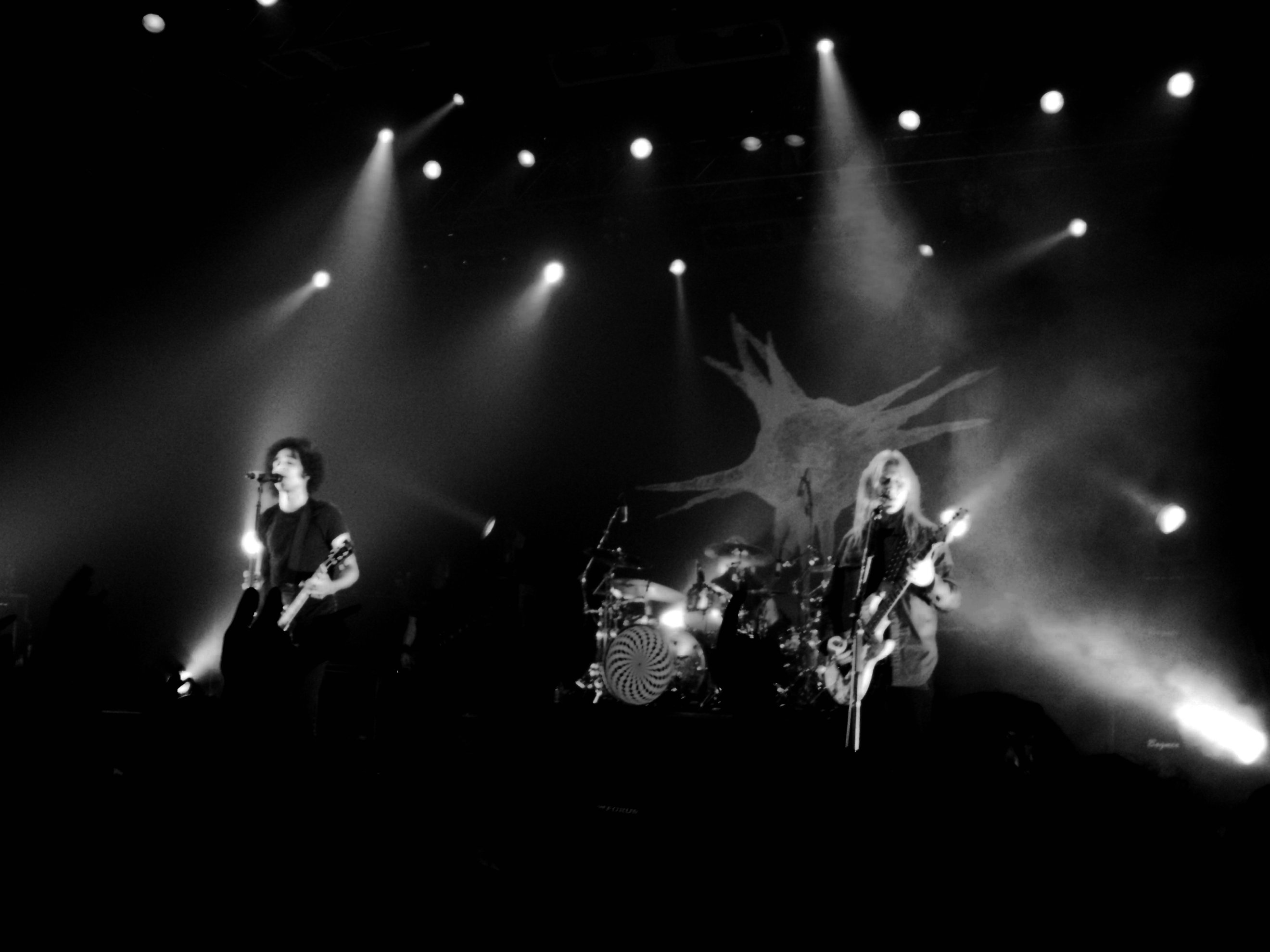
Alice in Chains в Лондоне, ноябрь 2009 года.

После публикации первой песни из предстоящего альбома — «A Looking In View» — группа анонсировала концертный тур в поддержку пластинки. 18 июля 2009 года Alice in Chains выступили вместе с Кид Роком в детройтском Комерика-Парке. За этим последовало несколько выступлений на фестивалях в Европе, включая концерт в дублинском парке Марлей, а также шоу в рамках фестиваля Sonisphere в Небуорт-хаусе. Представление 4 августа в лондонском клубе Scala ознаменовало начало серии концертов Alice in Chains в качестве хедлайнеров. 22 августа группа выступила вместе с Tool и Linkin Park на ярмарке в Помоне, Калифорния, а 4 сентября начала тур по США с концерта в клубе 9:30 в Вашингтоне.
Вслед за выходом альбома Alice in Chains анонсировали несколько концертов в США в конце октября 2009 года, а ноябрь и декабрь провели в Европе. После рождественских праздников группа вернулась к активным гастролям, выступая в Северной Америке в феврале и марте 2010 года. В апреле также был анонсирован совместный осенний тур с группами Deftones и Mastodon, получивший название Blackdiamondskye, составленное из наименований недавно вышедших альбомов групп: Black Gives Way to Blue, Diamond Eyes и Crack the Skye. В общей сложности за шестнадцать месяцев, прошедших с момента выхода Black Gives Way to Blue и до конца 2010 года, Alice in Chains дали около 150 концертов.
| Оценки критиков | Оценки критиков |
| Источник        | Оценка          |
| --------------- | --------------- |
| Kerrang!        | [ 68 ]          |
| Kerrang!        | [ 72 ]          |
| Metal Hammer    | 9/10            |
| Q               | [ 74 ]          |

Райан Бёрд из журнала Kerrang! присутствовал на концерте Alice in Chains в лондонском клубе Scala 4 августа 2009 года и оценил его на «четыре К» («отлично»). Бёрд отметил, что энергетика нового вокалиста Уильяма Дюваля контрастировала с угрюмой лирикой песен о смерти, но признал его вокальный талант, а также незабываемый стиль Кантрелла. Дэн Стабз (журнал Q) посетил выступление в Амстердаме неделей позже и оценил его более сдержанно. По мнению критика, хотя звучание и осталось тем же, сама группа существенно изменилась: «Alice in Chains 2.0 означает „бизнес“». Наконец, постоянный автор журнала Metal Hammer Дайал Паттерсон остался в восторге от ноябрьского концерта Alice in Chains в Лондоне: «Три песни на бис, включая новую „Lesson Learned“, а также „Would?“ и „Rooster“, не просто вызвали бурю аплодисментов, но очень точно продемонстрировали, что Alice in Chains способны вернуть нас в эпоху расцвета гранжа, одновременно оставаясь абсолютно актуальными, современными и, честно говоря, выглядящими просто отлично».

## Реакция критиков
Тише, не спугните. Чистокровные гранжевые звери сейчас невероятно редки.Патрик Фрейне, Hot Press
| Совокупная оценка      | Совокупная оценка |
| Источник               | Оценка            |
| ---------------------- | ----------------- |
| Metacritic             | 69/100            |
| Оценки критиков        |                   |
| Источник               | Оценка            |
| AllMusic               | [ r 2 ]           |
| Billboard              | [ r 20 ]          |
| Blabbermouth.net       | 8.5/10            |
| Classic Rock           | [ r 15 ]          |
| Consequence of Sound   | B                 |
| Drowned in Sound       | 7/10              |
| Entertainment Weekly   | B-                |
| Guitarist              | [ r 16 ]          |
| Kerrang!               | [ r 17 ]          |
| Metal Hammer           | 10/10             |
| Metal Hammer (Germany) | 7/7               |
| Now                    | [ r 22 ]          |
| Rolling Stone          | [ r 19 ]          |
| Q                      | [ r 23 ]          |
| The Skinny             | [ r 24 ]          |
| Spin                   | [ r 14 ]          |
| Sputnikmusic           | 4/5               |
| Stuff                  | [ r 7 ]           |

Несмотря на некоторые сомнения как поклонников группы, так и самих музыкантов, новый альбом Alice in Chains получил хорошие отзывы критиков. Наивысшую оценку — 10 баллов из 10 — Black Gives Way to Blue поставили в музыкальном журнале Metal Hammer. «Сиэтлские легенды смотрят в будущее, выпустив потрясающий альбом-возвращение» — заявила Карен Гибсон. Обозреватель отметила, что для группы было бы несправедливостью завершить свою карьеру невнятным одноимённым альбомом 1995 года, в то время как новая пластинка стала «звёздным часом» Alice in Chains. Автором ещё одной восторженной рецензии стала Сиан Ллевелин из Classic Rock, оценившая альбом на 9 из 10. Критик задалась вопросом, сможет ли Alice in Chains оправиться от потери «культового фронтмена» так же успешно, как в своё время это сделали AC/DC. После прослушивания пластинки Ллевелин пришла к выводу, что группа признала невозможность возврата к той точке, с которой они начали свою карьеру, но сумела не только продолжить существование, но и выпустить «душераздирающее творение ошеломляющего гения». Райн Огл на музыкальном сайте Blabbermouth.net признался, что ожидал от новой пластинки попытки воссоздать былую славу группы, и был приятно удивлён, обнаружив вместо этого искреннее осознание того, чем Alice in Chains являлись на самом деле. Огл поставил альбому 8,5 баллов из 10 и предположил, что «он может ознаменовать начало новой эры для группы, которая преодолела границы гранжа и переопределила современную рок-музыку».
Целый ряд музыкальных изданий оценил Black Gives Way to Blue на четыре балла из пяти. В журнале Guitarist вспомнили о том, что Alice in Chains породили большое количество подражателей, но новый альбом группы подтвердил, что никто из них не достиг уровня коллектива Джерри Кантрелла. В Kerrang! пластинку назвали «леденящим кровь возвращением», а Alice in Chains — наиболее «интуитивной, влиятельной и человечной из групп». Пол Бреннинген из журнала Q сравнил возвращение группы с воскрешением Лазаря из Вифании, а Дэйв Керр (The Skinny) назвал его «отличным началом второго акта». Эмерит (бывший штатный обозреватель) музыкального сайта Sputnikmusic назвал альбом достойным восхищения, но не потому, что он стал первым за четырнадцать лет, а из-за соответствия высоким стандартам написания песен, установленным ещё в Dirt и Jar of Flies. Стивен Эрлевайн (AllMusic) посчитал, что Black Gives Way to Blue звучит так, будто он вышел через год после предыдущего альбома группы: «Хотя Alice in Chains невозможно считать благополучной группой, присутствует ощутимое облегчение от того, что они снова играют вместе и, что примечательно, по-прежнему похожи на самих себя…, напоминая, что нам чего-то недоставало в их отсутствие». Гэри Граф из Billboard также отметил, что песни будто бы были записаны в 1995 году, и присвоил пластинке три с половиной звезды из пяти. Наконец, рецензия в новозеландском издании Stuff заканчивалась словами «Гранж вернулся. Привыкайте к этому».
В то же время не все музыкальные критики отнеслись к Black Gives Way to Blue одинаково благосклонно. В журнале Consequence of Sound сочли, что пластинка и близко не соответствует уровню Dirt и Jar of Flies, однако отнеслись к возвращению Alice in Chains не без интереса. «Теперь, когда чёрное наконец-то уступило место синему, осталось узнать, чему же уступит место синее. Надеемся, что фанатам не придётся для этого ждать ещё 14 лет» — иронизировал Мэтт Мэлис, поставивший альбому оценку B. Схожего мнения придерживался Том Синклэйр из Entertainment Weekly, назвавший Black Gives Way to Blue «неплохим альбомом, но и близко не таким мощным, как тур де форс, которым был Dirt». В онлайн-журнале Drowned in Sound пластинку назвали «тихим триумфом», если закрыть глаза на несколько песен, в которых эксплуатировалась эстетика гранжа. Кристиан Хорд из журнала Rolling Stone присвоил альбому две с половиной звезды из пяти, отметив, что новой работе Alice in Chains недостаёт хороших песен и «ощущения драмы, от которой невозможно оторвать взгляд». Кенни Херцог (Spin) оценил альбом схожим образом — на 5 звёзд из 10, — посчитав, что «короли боли 90-х годов продолжают тянуть лямку без своего фронтмена Лейна Стэйли», и предположив, что возвращение группы было бы более осмысленным, если вместо «исправного имитатора» Уильяма Дюваля ведущим вокалистом стал бы Джерри Кантрелл. В канадском журнале Now альбому поставили две звезды из пяти, также не находя ответа на очевидный вопрос, почему Кантрелл не исполнил все вокальные партии самостоятельно.
Во многих музыкальных изданиях обратили внимание на новый альбом группы, воздержавшись от конкретных оценок. Так, в The Aquarian Weekly его назвали не самым лучшим альбомом группы, несравнимым с Dirt или Alice in Chains, но по существу — «чертовски хорошей» пластинкой. Обозреватель сайта The A.V. Club Джейсон Хеллер удивлялся тому, что группа рискнула своей репутацией, наняв нового вокалиста, но ещё более — тому, что риск окупился и «сомнительное карьерное решение превратилось в трогательное посвящение». В BBC отметили, что Alice in Chains сумели сохранить звучание, дав возможность всем поклонникам ещё раз насладиться своим творчеством, а в газете The Boston Globe новый материал сочли настолько мощным, что «этим Alice in Chains несложно покорно сдаться вновь». На сайте PopMatters Black Gives Way to Blue назвали «возвращением к истокам», наподобие Death Magnetic Metallica или Accelerate R.E.M.: пусть и не абсолютно неотъемлемой частью наследия группы, но работой, достойной внимания.
В русскоязычной прессе альбом заслужил преимущественно положительные отзывы. На музыкальном сайте Звуки.ру обратили внимание на этическую дилемму вокруг названия группы, оставленного без изменений после смерти Лейна Стэйли, но пришли к выводу, что раз этот «превосходный кусок густой чёрной желчи» звучит так же, как и классические Alice in Chains, то и выпускать его в виде сольного альбома Джерри Кантрелла было бы нецелесообразно. На сайте Lenta.ru пластинку назвали «довольно мощным камбэком», а в интернет-газете Newslab.ru — «саундтреком к тому, как взрослые мужчины справляются с давящим грузом прошлого».

## Награды и номинации
Ну, мы были счастливы стать номинантами «Грэмми» ещё дважды и оба раза проиграть. По-моему, теперь у нас ноль из восьми.Джерри Кантрелл
Возвращение Alice in Chains с новой пластинкой не прошло мимо внимания авторитетных музыкальных изданий. В августе 2009 года группа была удостоена награды Kerrang! Awards в номинации «Икона года».
В январе 2010 года состоялась 52-я церемония вручения наград «Грэмми». Сингл Alice in Chains «Check My Brain» был номинирован в категории «Лучшее хард-рок-исполнение», однако награда досталась AC/DC с песней «War Machine». Примечательно, что в следующем году на получение премии «Грэмми» была номинирована ещё одна песня с Black Gives Way to Blue — «A Looking In View», — но и здесь группу постигла неудача: победителем стала песня «New Fang» Them Crooked Vultures. Таким образом, с 1991 по 2010 годы Alice in Chains восемь раз становились номинантом «Грэмми», но так ни разу и не стали победителями.
В марте 2010 года Black Gives Way to Blue был выдвинут на получение премии вебзина Metal Storm. Наибольшей неожиданностью стало то, что первая за четырнадцать лет пластинка Alice in Chains, а также первый за пятнадцать лет существования лонгплей французской прог-метал-группы Kalisia, уступили в категории «Самый большой сюрприз» альбому Megadeth Endgame. Кроме этого, по результатам голосования Black Gives Way to Blue проиграл звание «лучшего альбома альтернативного метала»: победителем в этой категории стала новая пластинка Mastodon Crack the Skye.
В апреле 2010 года группа получила награду Revolver Golden Gods Awards сразу в двух престижных номинациях: «Возвращение года» и «Альбом года». Церемония награждения состоялась 8 апреля 2010 года в лос-анджелесском клубе Club Nokia. Кроме того, Black Gives Way to Blue стал победителем польской музыкальной премии Fryderyk в номинации «Лучший зарубежный альбом», опередив Sounds of the Universe (Depeche Mode), Walking on a Dream (Empire of the Sun), La Roux (La Roux) и No Line on the Horizon (U2).
По результатам опроса читателей Rolling Stone, прошедшего в конце 2009 года, Black Gives Way to Blue занял пятнадцатое место в списке «наиболее недооценённых альбомов десятилетия». В 2018 году альбом вошёл в число «100 величайших металлических альбомов XXI века» по мнению редакции онлайн-журнала Louder, расположившись на 51-м месте. В журналах Metal Hammer и Kerrang! Black Gives Way to Blue включили в список «50 лучших альбомов 2009 года», а на музыкальном сайте Loudwire назвали лучшим хард-рок альбомом 2009 года и «идеальным началом второго акта в истории группы».
| Год  | Награда              | Категория                            | Работа                  | Результат |
| ---- | -------------------- | ------------------------------------ | ----------------------- | --------- |
| 2010 | Grammy               | Лучшее исполнение в стиле хард-рок   | «Check My Brain»        | Номинация |
| 2010 | Metal Storm Awards   | Самый большой сюрприз                | Black Gives Way to Blue | Номинация |
| 2010 | Metal Storm Awards   | Лучший альбом альтернативного метала | Black Gives Way to Blue | Номинация |
| 2010 | Revolver Golden Gods | Альбом года                          | Black Gives Way to Blue | Победа    |
| 2010 | Fryderyk             | Лучший зарубежный альбом             | Black Gives Way to Blue | Победа    |
| 2011 | Grammy               | Лучшее исполнение в стиле хард-рок   | «A Looking in View»     | Номинация |

## Справочные данные

### Список композиций
Слова и музыка всех песен — Джерри Кантрелл.
| №   | Название                  | Автор(ы)                       | Перевод                            | Длительность |
| --- | ------------------------- | ------------------------------ | ---------------------------------- | ------------ |
| 1.  | «All Secrets Known»       |                                | «Все тайны раскрыты»               | 4:42         |
| 2.  | «Check My Brain»          |                                | «Проверьте мой мозг»               | 3:57         |
| 3.  | «Last of My Kind»         | Кантрелл, Дюваль               | «Последний в своём роде»           | 5:52         |
| 4.  | «Your Decision»           |                                | «Твоё решение»                     | 4:43         |
| 5.  | «A Looking in View»       | Кантрелл, Дюваль, Кинни, Айнез | «Взгляд в дверной глазок»          | 7:06         |
| 6.  | «When the Sun Rose Again» |                                | «Когда снова взошло солнце»        | 4:00         |
| 7.  | «Acid Bubble»             |                                | «Кислотный пузырь»                 | 6:55         |
| 8.  | «Lesson Learned»          |                                | «Извлечённый урок»                 | 4:16         |
| 9.  | «Take Her Out»            |                                | «Сходить с ней»                    | 4:00         |
| 10. | «Private Hell»            |                                | «Личный ад»                        | 5:38         |
| 11. | «Black Gives Way to Blue» |                                | «На смену черноте приходит синева» | 3:03         |

Бонус-треки для iTunes
| №   | Название                              | Перевод                            | Длительность |
| --- | ------------------------------------- | ---------------------------------- | ------------ |
| 12. | «Black Gives Way to Blue» (piano mix) | «На смену черноте приходит синева» | 3:00         |
| 13. | «Your Decision» (live)                | «Твоё решение»                     | 4:48         |

Бонус-треки японского издания
| №   | Название                | Перевод              | Длительность |
| --- | ----------------------- | -------------------- | ------------ |
| 12. | «Down in a Hole» (live) | «Глубоко в пропасти» | 6:46         |

### Участники записи
| Alice in Chains - Джерри Кантрелл — гитара, вокал, - Шон Кинни — барабаны, - Майк Айнез — бас-гитара, гитара, бэк-вокал, - Уильям Дюваль — гитара, вокал. Приглашённые музыканты - Стиви Блэки — струнные, - Крис Армстронг — табла, - Элтон Джон — фортепиано, - Лиза Коулман — вибрафон. | Производство - Мэтт Тейлор — арт-директор, дизайнер; - Джон Джексон — менеджер по бронированию, - Джон Плитер — менеджер по бронированию, - Ник Раскулинец — звукорежиссёр, продюсер - Джон Лусто — ассистент (Studio 606), - Кевин Миллз — ассистент (Henson Studios), - Мартин Кук — ассистент (Henson Studios), - Эммануэль Поланко — иллюстратор, - Питер Патерно — юрист, - Дэвид Вайз и партнёры — менеджмент, - Сьюзан Сильвер — менеджер группы, - Velvet Hammer — менеджмент, - Тед Йенсен — мастеринг, - Рэнди Стауб — сведение, - Сара Макнили — модель, - Джеймс Минкин-третий — фотограф (фотография группы), - Рокки Шенк — фотограф (оформление упаковки), - Alice in Chains — продюсер, - Пол Фигероа — звукорежиссёр. |

### Места в хит-парадах
Альбом
| Хит-парад                    | Высшая позиция |
| ---------------------------- | -------------- |
| США (Billboard 200)          | 5              |
| США (Top Rock Albums)        | 3              |
| США (Top Alternative Albums) | 3              |
| США (Top Hard Rock Albums)   | 2              |
| США (Top Tastemakers Albums) | 1              |
| Австралия                    | 12             |
| Австрия                      | 14             |
| Бельгия (Валлония)           | 31             |
| Бельгия (Фландрия)           | 26             |
| Великобритания               | 19             |
| Германия                     | 21             |
| Дания                        | 13             |
| Испания                      | 54             |
| Канада                       | 4              |
| Мексика                      | 88             |
| Нидерланды                   | 34             |
| Новая Зеландия               | 7              |
| Норвегия                     | 9              |
| Польша                       | 16             |
| Финляндия                    | 11             |
| Франция                      | 46             |
| Хорватия                     | 17             |
| Швейцария                    | 21             |
| Швеция                       | 20             |
| Япония                       | 61             |

Годовой хит-парад
| Хит-парад (2010)  | Позиция |
| ----------------- | ------- |
| США Billboard 200 | 174     |

Синглы
| Год                                                                                | Сингл               | Высшая позиция | Высшая позиция | Высшая позиция | Высшая позиция | Высшая позиция |
| Год                                                                                | Сингл               | US             | US Alt         | US Main        | US Rock        | CAN            |
| ---------------------------------------------------------------------------------- | ------------------- | -------------- | -------------- | -------------- | -------------- | -------------- |
| 2009                                                                               | «A Looking in View» | —              | 38             | 12             | 27             | —              |
| 2009                                                                               | «Check My Brain»    | 92             | 1              | 1              | 1              | 62             |
| 2009                                                                               | «Your Decision»     | 109            | 4              | 1              | 1              | 57             |
| 2010                                                                               | «Lesson Learned»    | —              | 25             | 4              | 10             | —              |
| «—» обозначает релизы, которые не попали в чарт или не были выпущены в этой стране |                     |                |                |                |                |                |

### Сертификации
| Регион | Сертификация | Продажи  |
| --- | ------------ | -------- |
| Канада (Music Canada) | Золотой      | 40 000^  |
| США (RIAA) | Золотой      | 500 000^ |
| * Данные о продажах приведены только на основе сертификации. ^ Данные о тиражах приведены только на основе сертификации. |              |          |